# Cupa URSS
Cupa URSS (rusă Кубок СССР), a fost prima competiție fotbalistică de cupă din Uniunea Sovietică, organizată sub egida Federației de Fotbal a URSS. Câștigătoarea competiției se califica pentru Cupa Cupelor UEFA.

## Finale
| An      | Câștigătoare          | Scor                           | Finalistă                    |
| ------- | --------------------- | ------------------------------ | ---------------------------- |
| 1936    | Lokomotiv Moscova     | 2 - 0                          | Dinamo Tiflis                |
| 1937    | Dinamo Moscova        | 5 - 2                          | Dinamo Tbilisi               |
| 1938    | Spartak Moscova       | 3 - 2                          | Elektrik Leningrad           |
| 1939    | Spartak Moscova       | 3 - 1                          | Stalinets Leningrad          |
| 1944    | Zenit Leningrad       | 2 - 1                          | CDKA Moscova                 |
| 1945    | CDKA Moscova          | 2 - 1                          | Dinamo Moscova               |
| 1946    | Spartak Moscova       | 3 - 2                          | Dinamo Tbilisi               |
| 1947    | Spartak Moscova       | 2 - 0                          | Torpedo Moscova              |
| 1948    | CDKA Moscova          | 3 - 0                          | Spartak Moscova              |
| 1949    | Torpedo Moscova       | 2 - 1                          | Dinamo Moscova               |
| 1950    | Spartak Moscova       | 3 - 0                          | Dinamo Moscova               |
| 1951    | CDSA Moscova          | 2 - 1                          | Kalinin FC                   |
| 1952    | Torpedo Moscova       | 1 - 0                          | Spartak Moscova              |
| 1953    | Dinamo Moscova        | 1 - 0                          | Zenit Kuybyshev              |
| 1954    | Dinamo Kiev           | 2 - 1                          | Spartak Yerevan              |
| 1955    | CDSA Moscova          | 2 - 1                          | Dinamo Moscova               |
| 1957    | Lokomotiv Moscova     | 1 - 0                          | Spartak Moscova              |
| 1958    | Spartak Moscova       | 1 - 0                          | Torpedo Moscova              |
| 1959/60 | Torpedo Moscova       | 4 - 3                          | Dinamo Tbilisi               |
| 1961    | Shakhtyor Stalino     | 3 - 1                          | Torpedo Moscova              |
| 1962    | Shakhtyor Stalino     | 2 - 0                          | Znamya Truda Orekhovo-Zuyevo |
| 1963    | Spartak Moscova       | 2 - 0                          | Shakhtar Donetsk             |
| 1964    | Dinamo Kiev           | 1 - 0                          | Krylya Sovetov Kuybyshev     |
| 1965    | Spartak Moscova       | 0 - 0 2 - 1 (replay)           | Dinamo Minsk                 |
| 1965/66 | Dinamo Kiev           | 2 - 0                          | Torpedo Moscova              |
| 1966/67 | Dinamo Moscova        | 3 - 0                          | CSKA Moscova                 |
| 1967/68 | Torpedo Moscova       | 1 - 0                          | Pakhtakor Tashkent           |
| 1969    | Karpaty Lviv          | 2 - 1                          | SKA Rostov-on-Don            |
| 1970    | Dinamo Moscova        | 2 - 1                          | Dinamo Tbilisi               |
| 1971    | Spartak Moscova       | 2 - 2 1 - 0 (replay)           | SKA Rostov-on-Don            |
| 1972    | Torpedo Moscova       | 0 - 0 1 - 1 (5-1 pen) (replay) | Spartak Moscova              |
| 1973    | Ararat Yerevan        | 2 - 1                          | Dinamo Kiev                  |
| 1974    | Dinamo Kiev           | 3 - 0                          | Zorya Voroshilovgrad         |
| 1975    | Ararat Yerevan        | 2 - 1                          | Zorya Voroshilovgrad         |
| 1976    | Dinamo Tbilisi        | 3 - 0                          | Ararat Yerevan               |
| 1977    | Dinamo Moscova        | 1 - 0                          | Torpedo Moscova              |
| 1978    | Dinamo Kiev           | 2 - 1                          | Shakhtar Donetsk             |
| 1979    | Dinamo Tbilisi        | 0 - 0 (aet) (5-4 pen)          | Dinamo Moscova               |
| 1980    | Shakhtar Donetsk      | 2 - 1                          | Dinamo Tbilisi               |
| 1981    | SKA Rostov-on-Don     | 1 - 0                          | Spartak Moscova              |
| 1982    | Dinamo Kiev           | 1 - 0                          | Torpedo Moscova              |
| 1983    | Shakhtar Donetsk      | 1 - 0                          | Metalist Kharkiv             |
| 1984    | Dinamo Moscova        | 2 - 0                          | Zenit Leningrad              |
| 1984/85 | Dinamo Kiev           | 1 - 0                          | Shakhtar Donetsk             |
| 1985/86 | Torpedo Moscova       | 1 - 0                          | Shakhtar Donetsk             |
| 1986/87 | Dinamo Kiev           | 3 - 3 (aet) (4-2 pen)          | Dinamo Minsk                 |
| 1987/88 | Metalist Kharkiv      | 2 - 0                          | Torpedo Moscova              |
| 1988/89 | Dnipro Dnipropetrovsk | 1 - 0                          | Torpedo Moscova              |
| 1989/90 | Dinamo Kiev           | 6 - 1                          | Lokomotiv Moscova            |
| 1990/91 | CSKA Moscova          | 3 - 2                          | Torpedo Moscova              |
| 1991/92 | Spartak Moscova       | 2 - 0                          | CSKA Moscova                 |

## Statistici

### Performanță după club
| Club                         | Republica | Câștigătore | Finalistă | Semi-finalistă | Anii câștigători                                           |
| ---------------------------- | --------- | ----------- | --------- | -------------- | ---------------------------------------------------------- |
| Spartak Moscova              | RUS       | 10          | 5         | 7              | 1938, 1939, 1946, 1947, 1950, 1958, 1963, 1965, 1971, 1992 |
| Dinamo Kiev                  | UKR       | 9           | 1         | 4              | 1954, 1964, 1966, 1974, 1978, 1982, 1985, 1987, 1990       |
| Torpedo Moscova              | RUS       | 6           | 9         | 5              | 1949, 1952, 1960, 1968, 1972, 1986                         |
| Dinamo Moscova               | RUS       | 6           | 5         | 10             | 1937, 1953, 1967, 1970, 1977, 1984                         |
| CSKA Moscova                 | RUS       | 5           | 3         | 11             | 1945, 1948, 1951, 1955, 1991                               |
| Shakhtar Donetsk             | UKR       | 4           | 4         | 6              | 1961, 1962, 1980, 1983                                     |
| Dinamo Tbilisi               | GEO       | 2           | 6         | 7              | 1976, 1979                                                 |
| Ararat Yerevan               | ARM       | 2           | 2         | 2              | 1973, 1975                                                 |
| Lokomotiv Moscova            | RUS       | 2           | 1         | 7              | 1936, 1957                                                 |
| Zenit Leningrad              | RUS       | 1           | 2         | 7              | 1944                                                       |
| SKA Rostov-on-Don            | RUS       | 1           | 2         | 0              | 1981                                                       |
| Metalist Kharkiv             | UKR       | 1           | 1         | 1              | 1988                                                       |
| Karpaty Lviv                 | UKR       | 1           | 0         | 2              | 1969                                                       |
| Dnipro Dnipropetrovsk        | UKR       | 1           |           | 5              | 1989                                                       |
| Krylya Sovetov Kuybushev     | RUS       | 0           | 2         | 2              |                                                            |
| Dinamo Minsk                 | BLR       | 0           | 2         | 2              |                                                            |
| Zorya Voroshilovgrad         | UKR       | 0           | 2         | 1              |                                                            |
| Elektrik Leningrad           | RUS       | 0           | 1         | 1              |                                                            |
| Kalinin city team            | RUS       | 0           | 1         | 0              |                                                            |
| Znamya Truda Orekhovo-Zuyevo | RUS       | 0           | 1         | 0              |                                                            |
| Pakhtakor Tashkent           | UZB       | 0           | 1         | 1              |                                                            |
| Neftchi Baku                 | AZB       | 0           | 0         | 4              |                                                            |
| Dinamo Leningrad             | RUS       | 0           | 0         | 3              |                                                            |
| Rotor Volgograd              | RUS       | 0           | 0         | 1              |                                                            |
| VSS Moscova                  | RUS       | 0           | 0         | 1              |                                                            |
| CSKA Kyiv                    | UKR       | 0           | 0         | 1              |                                                            |
| SK Odessa                    | UKR       | 0           | 0         | 1              |                                                            |
| Admiralteyets Leningrad      | RUS       | 0           | 0         | 1              |                                                            |
| Qairat Almaty                | KAZ       | 0           | 0         | 1              |                                                            |
| Cernomoreț Odesa             | UKR       | 0           | 0         | 1              |                                                            |
| Sokol Saratov                | RUS       | 0           | 0         | 1              |                                                            |
| MFK Mykolaiv                 | UKR       | 0           | 0         | 1              |                                                            |
| Iskra Smolensk               | RUS       | 0           | 0         | 1              |                                                            |
| Tavriya Simferopol           | UKR       | 0           | 0         | 1              |                                                            |
| Žalgiris Vilnius             | LIT       | 0           | 0         | 1              |                                                            |
| Pamir Dushanbe               | TAJ       | 0           | 0         | 1              |                                                            |
| Fakel Voronezh               | RUS       | 0           | 0         | 1              |                                                            |

### Performanță după republică
| Republică        | Trofee | Finaliste | Semi-finaliste | Cluburi câștigătoare |
| ---------------- | ------ | --------- | -------------- | --- |
| Russian SFSR     | 31     | 32        | 59             | Spartak Moscova (10), Dinamo Moscova (6), Torpedo Moscova (6), CSKA Moscova (5), Lokomotiv Moscova (2), Zenit Leningrad (1), SKA Rostov-on-Don (1) |
| Ukrainian SSR    | 16     | 8         | 24             | Dinamo Kiev (9), Shakhtar Donetsk (4), Metalist Kharkiv (1), Karpaty Lviv (1), Dnipro Dnipropetrovsk (1)                                           |
| Georgian SSR     | 2      | 6         | 7              | Dinamo Tbilisi (2) |
| Armenian SSR     | 2      | 2         | 2              | Ararat Yerevan (2) |
| Byelorussian SSR |        | 2         | 2              | |
| Uzbek SSR        |        | 1         | 1              | |
| Azerbaijan SSR   |        |           | 4              | |
| Kazakh SSR       |        |           | 1              | |
| Lithuanian SSR   |        |           | 1              | |
| Tajik SSR        |        |           | 1              | |

## Cei mai buni antrenori
| Loc  | Nume                | Medalii | Medalii | Cluburi campioane                                        |
| ---- | ------------------- | ------- | ------- | -------------------------------------------------------- |
| Loc  | Nume                | Aur     | Argint  | Cluburi campioane                                        |
| 1    | Viktor Maslov       | 6       | 3       | Torpedo Moscova (3), Dinamo Kiev (2), Ararat Yerevan (1) |
| 2    | Valeriy Lobanovsky  | 6       | -       | Dinamo Kiev                                              |
| 3    | Boris Arkadiev      | 4       | 1       | CDKA Moscova (3), Lokomotiv Moscova (1)                  |
| 3    | Nikita Simonyan     | 4       | 1       | Spartak Moscova (3), Ararat Yerevan (1)                  |
| 5    | Oleg Oshenkov       | 3       | 1       | Shakhtar Donetsk (2), Dinamo Kiev (1)                    |
| 6    | Valentin Ivanov     | 2       | 5       | Torpedo Moscova                                          |
| 7    | Aleksandr Sevidov   | 2       | 2       | Dinamo Moscova                                           |
| 8-11 | Nodar Akhalkatsi    | 2       | 1       | Dinamo Tbilisi                                           |
| 8-11 | Konstantin Beskov   | 2       | 1       | Dinamo Moscova                                           |
| 8-11 | Konstantin Kvashnin | 2       | 1       | Spartak Moscova, Torpedo Moscova                         |
| 8-11 | Viktor Nosov        | 2       | 1       | Shakhtar Donetsk                                         |